# Ross 128 b
Ross 128 b és un exoplaneta, probablement rocós, orbitant dins de l'interior habitable zona del nan vermell Ross 128. És el segon exoplaneta més proper potencialment habitable que s'ha trobat, a certa distància d'aproximadament 11 lleuger-anys; únic Proxima Centauri b és més proper. El exoplanet va ser trobat utilitzant una dècada val de dada de velocitat radial amb l'espectrògraf d'HARPS o High Accuracy Radial velocity Planet Searcher (Precisió Alta Cercador de Planeta de velocitat Radial) a La Silla Observatori situat a Xile. Ross 128 b és el més proper potencialment habitable exoplaneta al voltant d'unanana vermella tranquil, i és considerat un dels candidats millors per habitabilitat. El planeta és només 35% més massiu que Terra, rep només un 38% més de llum solar, i és esperat per ser una temperatura adequada per aigua líquida per existir en la superfície, si té una atmosfera.

## Característiques

### Massa, radi, i temperatura
Va ser descobert pel mètode de velocitats radial, quant a paràmetres físics només se sap que Ross 128 b té una massa molt petita. El planeta té com a mínim 1.35 M⊕, o 1.35 cops la massa de Terra (aproximadament 8.06×10 elevat a 24 kg). I per això és lleugerament més massiu que el similar i proper Proxima Centauri b, amb una massa mínima d'1.27 M⊕. La massa baixa de Ross 128 b implica que és més probablement una Terra rocosa-sized planeta amb una superfície sòlida. Tanmateix, la seva massa exacta i el radi no és sabuts, mentre cap transits d'aquest planeta ha estat observat. Si sigui a transit, llavors Ross 128 b el radi seria confirmat, i la seva massa mínima seria la seva massa certa. Des d'aquest no és el cas, el radi de Ross 128 b només pot ser matemàticament va inferir. Ross 128 b seria 0.5 R⊕ (radis de Terra) per una composició de ferro pur i 3.0 RE per un hidrogen pur-composició d'heli, ambdós implausible extrems. Per una Terra més versemblant-agradar composició, el planeta necessitaria ser aproximadament 1.10 R⊕ - i.e., 1.1 temps el radi de Terra (aproximadament 7,008 km). Amb aquell radi, Ross 128 b seria lleugerament més dens que Terra, a causa de com un planeta rocós esdevindria més compacte mentre augmenta dins mida. Doni el planeta una atracció gravitacional al voltant 10.945 m/s², o aproximadament 1.12 temps que de Terra.
S'ha calculat que Ross 128 b per tenir una temperatura similar a allò de Terra i ser un potencial candidat al desenvolupament de vida. L'equip de descoberta ha mesurat la temperatura mitjana del planeta utilitzant albedos de 0.100, 0.367, i 0.750. L'albedo és, en general, la porció de llum, allò és reflectit en comptes d'absorbit per un objecte celestial. Amb aquests tres paràmetres d'albedo, Ross 128 b tindria un Teq de 294, 269, o 213 K. Per ser un planeta potencialment habitable li faria falta una albedo de 0.3, el planeta tindria una temperatura d'equilibri de 280 K (7 °C/44°F), aproximadament 8 Kelvin més baixos que la temperatura mitjana de la terra. La temperatura real de Ross 128 b depén encara dels paràmetres atmosfèrics, actualment desconeguts, si té una atmosfera.

### Òrbita i rotació
Ross 128 b planeta tipus júpiter calent, amb un any que dura sobre cada 9.9 dies, o al voltant d'una setmana i un mig. El seu semieix major és 0.0496 AU, per damunt 20 cops més proper a la seva estrella que la terra del Sol. Això és equivalent a 7.38 milions de quilòmetres, comparable a la distància de la terra de 149 milions de quilòmetres. L'òrbita de Ross 128 b és bastant circular, amb una excentricitat de 0.036, però també amb un marge d'error gran.
És possible que el planeta miri sempre amb la mateixa cara a l'estel (Ross 128). Això donaria Ross 128 b un període de rotació d'aproximadament 9.9 dies de Terra.

### Estrella amfitriona
Ross 128 b orbita a la petita estrella nana roja de classe "M" anomenada Ross 128. L'estrella és 17% la massa i 20% el radi del nostre Sol propi. Té una temperatura de 3,192 K, una lluminositat de 0.00362 Sols, i una edat de 4'5 bilions d'anys. Per comparació, el Sol té una temperatura de 5,778 K i una edat de 4,5 bilions d'anys, fent que Ross 128 tingui menys la temperatura, però per damunt dues vegades l'edat. L'estrella és només 11.03 anys llum fora, fent-lo un de les 20 estrelles més properes sabudes.

## Habitabilitat
Ross 128 b no s'ha confirmat que orbiti exactament dins de la zona habitable. Resideix dins de la vora interior, mentre rep aproximadament un 38% més llum solar que Terra. La zona habitable és definida com la regió al voltant d'una estrella on les temperatures són les correctes en un planeta amb un atmosfera prou gruixuda per donar suport aigua líquida, un ingredient clau en el desenvolupament de vida. Amb el seu alt flux estel·lar, Ross 128 b és probablement pot més propens per abreurar pèrdua, principalment en el costat directament fent front a l'estrella. Tanmateix, un planeta semblant a la Terra, s'assumeeix que una atmosfera existeix i que seria capaç de distribuir l'energia rebuda de l'estrella al voltant del planeta i permetre més àrees a potencialment aguantar aigua líquida. A més a més, autor d'estudi Xavier Bonfils va anotar la possibilitat de coberta de núvol significatiu en el costat que fa front a estrella, el qual bloquejaria la energia estel·lar que manté el planeta fred. És calculat per tenir una temperatura de com a mínim 280 K, amb un Índex de Semblança de la Terra (ESI) valor de 0.86 - lligat pel tercer-més alt de qualsevol planeta amb GJ 3323 b.